# Dolné Otrokovce
Dolné Otrokovce (in ungherese Alsóatrak) è un comune della Slovacchia facente parte del distretto di Hlohovec, nella regione di Trnava.